# Chris Burton
Chris Burton (22 de novembro de 1981) é um ginete australiano, especialista no CCE, medalhista olímpico por equipes na Rio 2016.

## Carreira
Chris Burton na Rio 2016 competiu no CCE por equipes, conquistando a medalha de bronze montando Santano II, ao lado de Shane Rose, Stuart Tinney e Sam Griffiths. 